# Napalm Records
Napalm Records – założona w 1992 roku przez Markusa Riedlera austriacka wytwórnia płytowa, zajmująca się wydawnictwami metalowymi i gotyckimi.
Wytwórnia wydała albumy takich wykonawców jak: Abigor, Alestorm, Arkona, Atrocity, Draconian, Falkenbach, Huntress, Kampfar, Korpiklaani, Moonspell, Otyg, Powerwolf, Siegfried, Summoning, Trail of Tears, Tristania, Týr, Cavalera Conspiracy, Vesania, Cold, Vintersorg, Xandria czy Kreuzweg Ost.